# Securidaca divaricata
Securidaca divaricata är en jungfrulinsväxtart som beskrevs av Christian Gottfried Daniel Nees von Esenbeck och Mart.. Securidaca divaricata ingår i släktet Securidaca och familjen jungfrulinsväxter. Inga underarter finns listade i Catalogue of Life.